# Rozanne Pollack
Rozanne (Roxanne) Marei Pollack (ur. 29 kwietnia 1948) – amerykańska brydżystka, World Grand Master (WBF).
Jej mężem jest Bill Pollack z którym tworzą parę mikstową.

## Wyniki brydżowe

### Olimpiady
Na olimpiadach uzyskała następujące rezultaty:
| Olimpiady brydżowe. Zawody teamów | Olimpiady brydżowe. Zawody teamów | Olimpiady brydżowe. Zawody teamów    | Olimpiady brydżowe. Zawody teamów | Olimpiady brydżowe. Zawody teamów | Olimpiady brydżowe. Zawody teamów |
| Rok                               | Miejsce                           | Zawody                               | Kategoria                         | Drużyna                           | Pozycja                           |
| --------------------------------- | --------------------------------- | ------------------------------------ | --------------------------------- | --------------------------------- | --------------------------------- |
| 1999                              | Lozanna                           | 2. Mistrzostwa o Wielką Nagrodę MKOL | Kobiety                           | North America                     | 2                                 |

### Zawody światowe
W światowych zawodach zdobyła następujące lokaty:
| Mistrzostwa Świata. Konkurencja teamów | Mistrzostwa Świata. Konkurencja teamów | Mistrzostwa Świata. Konkurencja teamów  | Mistrzostwa Świata. Konkurencja teamów | Mistrzostwa Świata. Konkurencja teamów | Mistrzostwa Świata. Konkurencja teamów |
| Rok                                    | Miejsce                                | Zawody                                  | Kategoria                              | Drużyna                                | Pozycja                                |
| -------------------------------------- | -------------------------------------- | --------------------------------------- | -------------------------------------- | -------------------------------------- | -------------------------------------- |
| 2014                                   | Sanya                                  | 14. Seria Mistrzostw Świata             | Kobiety                                | Pollack                                | 19                                     |
| 2014                                   | Sanya                                  | 14. Seria Mistrzostw Świata             | Miksty                                 | Moss                                   | 5                                      |
| 2010                                   | Filadelfia                             | 13. Seria Mistrzostw Świata             | Kobiety                                | Eisenberg                              | 9                                      |
| 2007                                   | Szanghaj                               | 38. Mistrzostwa Świata Teamów           | Kobiety                                | USA 2                                  | 5                                      |
| 2006                                   | Werona                                 | 12. Mistrzostwa Świata                  | Kobiety                                | Pollack                                | 17                                     |
| 2002                                   | Montreal                               | 11. Mistrzostwa Świata                  | Kobiety                                | Radin                                  | 2                                      |
| 2000                                   | Southampton                            | 34. Mistrzostwa Świata Teamów           | Kobiety                                | USA 2                                  | 9                                      |
| 1998                                   | Lille                                  | 10. Mistrzostwa Świata                  | Kobiety                                | Allison                                | 5                                      |
| 1996                                   | Rodos                                  | 1. Mistrzostwa Świata Teamów Mikstowych | Miksty                                 | Feldman                                | 2                                      |
| 1995                                   | Pekin                                  | 32. Mistrzostwa Świata Teamów           | Kobiety                                | USA 1                                  | 2                                      |
| 1994                                   | Albuquerque                            | 9. Mistrzostwa Świata                   | Kobiety                                | Letizia                                | 1                                      |

| Mistrzostwa Świata. Konkurencja par | Mistrzostwa Świata. Konkurencja par | Mistrzostwa Świata. Konkurencja par | Mistrzostwa Świata. Konkurencja par | Mistrzostwa Świata. Konkurencja par | Mistrzostwa Świata. Konkurencja par |
| Rok                                 | Miejsce                             | Zawody                              | Kategoria                           | Partner                             | Pozycja                             |
| ----------------------------------- | ----------------------------------- | ----------------------------------- | ----------------------------------- | ----------------------------------- | ----------------------------------- |
| 2014                                | Sanya                               | 14. Seria Mistrzostw Świata         | Kobiety                             | Cheri Bjerkan                       | 16                                  |
| 2014                                | Sanya                               | 14. Seria Mistrzostw Świata         | Miksty                              | Bill Pollack                        | 65                                  |
| 2010                                | Filadelfia                          | 13. Mistrzostwa Świata              | Miksty                              | Bill Pollack                        | 121                                 |
| 2010                                | Filadelfia                          | 13. Mistrzostwa Świata              | Kobiety                             | Cheri Bjerken                       | 14                                  |
| 2006                                | Werona                              | 12. Mistrzostwa Świata              | Kobiety                             | Maggie Shenkin                      | 72                                  |
| 2006                                | Werona                              | 12. Mistrzostwa Świata              | Miksty                              | Bill Pollack                        | 133                                 |
| 2002                                | Montreal                            | 11. Mistrzostwa Świata              | Kobiety                             | Hjordis Eythorsdottir               | 8                                   |
| 2002                                | Montreal                            | 11. Mistrzostwa Świata              | Miksty                              | Bill Pollack                        | 19                                  |
| 1998                                | Lille                               | 10. Mistrzostwa Świata              | Miksty                              | Bill Pollack                        | 120                                 |
| 1994                                | Albuquerque                         | 9. Mistrzostwa Świata               | Kobiety                             | Sue Picus                           | 36                                  |
| 1990                                | Genewa                              | 8. Mistrzostwa Świata               | Kobiety                             | Lisa Berkowitz                      | 14                                  |
| 1986                                | Miami Beach                         | 7. Mistrzostwa Świata               | Miksty                              | Bill Pollack                        | 3                                   |

### Zawody europejskie
W europejskich zawodach zdobyła następujące lokaty:
| Zawody europejskie. Konkurencja teamów | Zawody europejskie. Konkurencja teamów | Zawody europejskie. Konkurencja teamów | Zawody europejskie. Konkurencja teamów | Zawody europejskie. Konkurencja teamów | Zawody europejskie. Konkurencja teamów |
| Rok                                    | Miejsce                                | Zawody                                 | Kategoria                              | Drużyna                                | Pozycja                                |
| -------------------------------------- | -------------------------------------- | -------------------------------------- | -------------------------------------- | -------------------------------------- | -------------------------------------- |
| 2003                                   | Mentona                                | 1. Otwarte Mistrzostwa Europy          | Miksty                                 | Pollack                                | 28                                     |

| Zawody europejskie. Konkurencja par | Zawody europejskie. Konkurencja par | Zawody europejskie. Konkurencja par | Zawody europejskie. Konkurencja par | Zawody europejskie. Konkurencja par | Zawody europejskie. Konkurencja par |
| Rok                                 | Miejsce                             | Zawody                              | Kategoria                           | Partner                             | Pozycja                             |
| ----------------------------------- | ----------------------------------- | ----------------------------------- | ----------------------------------- | ----------------------------------- | ----------------------------------- |
| 2003                                | Mentona                             | 1. Otwarte Mistrzostwa Europy       | Mikst                               | Bill Pollack                        | 389                                 |

## Klasyfikacja
- Rozanne Pollack – klasyfikacja WBF (ang.)